# Vladimir Moroz
Mitropolitul Vladimir (pe numele său de mirean: Viorel Lazarevici Moroz, n. 15 august 1959, Plaiul Cosminului, Cernăuți, RSS Ucraineană, URSS) este un episcop ortodox ucrainean, mitropolit de Poceaiv și stareț al mănăstirii Lavra Poceaiv. 

## Biografie
Acesta s-a născut pe data de 15 august 1959, în Plaiul Cosminului, în Bucovina de Nord (pe atunci în URSS, azi în Ucraina). Provine dintr-o familie de țărani români (moldoveni).
În 1977 a absolvit liceul, iar între anii 1977-1979 și-a făcut stagiul din Armata Roșie. 
Între 1979-1980 a lucrat ca manager de depozit în administrația eparhială Cernăuți.
În 1983 s-a călugărit la mănăstirea Lavra Poceaiv, luând numele de Vladimir. 
În 1983 a fost hirotonit ierodiacon, iar în 1984 ieromonah. 
În 1988 a absolvit Seminarul Teologic din Moscova. 
În 1989 a fost făcut stareț de mitropolitul Nikodim Rusnak. 
La 7 iulie 1992 a fost ridicat la rangul de arhimandrit de către episcopul Onufrie de Cernăuți. 
La 3 decembrie 2000 a fost hirotonit episcop de Poceaiv, vicar al Mitropoliei Kievului. La 9 iulie 2006 a fost ridicat la rangul de arhiepiscop, iar pe 24 martie 2012 a ajuns mitropolit.